# Tweede Kamerverkiezingen 1998/Kandidatenlijst/NCPN
De kandidatenlijst voor de Tweede Kamerverkiezingen 1998 van de NCPN was als volgt:

## De lijst
1. Engel Modderman - 4.059 stemmen
2. Arie van Kooten - 212
3. Rinze Visser - 227
4. Job Pruijser - 131
5. Wil van der Klift - 84
6. Hein van Kasbergen - 46
7. Joop Gozeling - 28
8. Corry Westgeest - 87
9. Rik Min - 34
10. Jan Cleton - 35
11. Hans Heres - 40
12. Bert Bakkenes - 28
13. Carla Bakhuys - 42
14. Dirk van Swinderen - 46
15. Herwin Sap - 22
16. Jaap Quakernaat - 47
17. Jasper Schaaf - 39
18. John van Veen - 18
19. Mans Pruis - 19
20. Peter Heemeijer - 13
21. Sara Lich-Bruins - 41
22. Ton Paardekooper - 33
23. Willem Gomes - 24
24. Chris Steijvers - 25
25. Elly Mulders - 33
26. Alejandro de Mello - 48
27. Geert Siemons - 23
28. Wolter van der Veen - 28
29. Marco Verhagen - 27
30. Jamal Ftieh - 81

PvdA · CDA · VVD · D66 · AOV/U55+ · GroenLinks · Centrumdemocraten · RPF · SGP · GPV · SP · Senioren 2000 · Natuurwetpartij · NCPN · De Groenen · Vrije Indische Partij · Idealisten/Jij · NMP · Nederland Mobiel · Katholiek Politieke Partij · Het Kiezers Collectief · NSOV
1994 · 1998 · 2003